# Selección de rugby de Alemania
La selección de rugby de Alemania es la selección oficial que representa a ese país en los campeonatos de rugby.
Actualmente participa en las diferentes divisiones de la European Nations Cup.
Es una selección débil en el panorama internacional ya que hasta la fecha no ha conseguido clasificarse para ningún campeonato mundial de rugby. La mayoría de sus jugadores son amateur, exceptuando unos pocos que juegan en la liga francesa.

## Estadísticas
A continuación, una tabla resumen los resultados de los test matches del XV de Alemania a fecha 23 de noviembre de 2019.
| Oponente         | Jugados | Ganados | Perdidos | Empatados | % de victorias |
| ---------------- | ------- | ------- | -------- | --------- | -------------- |
| Andorra          | 1       | 1       | 0        | 0         | 100.0%         |
| Austria          | 1       | 1       | 0        | 0         | 100.0%         |
| Bélgica          | 30      | 20      | 9        | 1         | 66.6%          |
| Brasil           | 5       | 5       | 0        | 0         | 100.0%         |
| British Army     | 1       | 1       | 0        | 0         | 100.0%         |
| Bulgaria         | 1       | 1       | 0        | 0         | 100.0%         |
| Canadá           | 1       | 0       | 1        | 0         | 0.0%           |
| Chile            | 1       | 0       | 1        | 0         | 0.0%           |
| Croacia          | 3       | 1       | 1        | 1         | 33.3%          |
| Dinamarca        | 9       | 8       | 1        | 0         | 88.8%          |
| España           | 24      | 8       | 14       | 2         | 33.3%          |
| Estados Unidos   | 1       | 0       | 1        | 0         | 0.0%           |
| Francia          | 15      | 2       | 13       | 0         | 13.3%          |
| Francia XV       | 29      | 0       | 28       | 1         | 0.0%           |
| Gales Desarrollo | 1       | 0       | 1        | 0         | 0.0%           |
| Georgia          | 8       | 0       | 8        | 0         | 0.0%           |
| Hong Kong        | 3       | 3       | 0        | 0         | 100.0%         |
| Italia           | 20      | 4       | 15       | 1         | 20.0%          |
| Kenia            | 2       | 2       | 0        | 0         | 100.0%         |
| Letonia          | 2       | 2       | 0        | 0         | 100.0%         |
| Lituania         | 1       | 1       | 0        | 0         | 100.0%         |
| Luxemburgo       | 1       | 1       | 0        | 0         | 100.0%         |
| Malta            | 1       | 1       | 0        | 0         | 100.0%         |
| Moldavia         | 7       | 4       | 3        | 0         | 57.1%          |
| Marruecos        | 10      | 3       | 7        | 0         | 30.0%          |
| Namibia          | 3       | 0       | 3        | 0         | 0.0%           |
| Países Bajos     | 42      | 27      | 14       | 1         | 64.2%          |
| Polonia          | 18      | 9       | 9        | 0         | 50.0%          |
| Portugal         | 12      | 5       | 7        | 0         | 41.6%          |
| República Checa  | 24      | 12      | 11       | 1         | 50.0%          |
| Rumania          | 21      | 6       | 15       | 0         | 28.5%          |
| Rusia            | 11      | 0       | 11       | 0         | 0.0%           |
| Samoa            | 3       | 0       | 3        | 0         | 0.0%           |
| Serbia           | 7       | 6       | 0        | 1         | 85.7%          |
| Suecia           | 10      | 7       | 3        | 0         | 70.0%          |
| Suiza            | 5       | 5       | 0        | 0         | 100.0%         |
| Unión Soviética  | 5       | 1       | 4        | 0         | 20.0%          |
| Túnez            | 4       | 2       | 2        | 0         | 50.0%          |
| Ucrania          | 8       | 5       | 2        | 1         | 62.5%          |
| Uruguay          | 1       | 1       | 0        | 0         | 100.0%         |
| Total            | 352     | 155     | 187      | 10        | 44.03          |

## Victorias destacadas
- Se consideran solo victorias ante naciones del Tier 1 ( participantes del Seis Naciones y del Rugby Championship).

| 15 de mayo de 1927 | Alemania | 17 - 16 | Francia |  |  |

| 14 de mayo de 1936 | Alemania | 19 - 8 | Italia |  |  |

| 1 de enero de 1937 | Italia | 3 - 6 | Alemania |  |  |

| 6 de marzo de 1938 | Alemania | 10 - 0 | Italia |  |  |

| 27 de marzo de 1938 | Alemania | 3 - 0 | Francia |  |  |

| 11 de febrero de 1939 | Italia | 3 - 12 | Alemania |  |  |

## Palmarés
- European Nations Cup - División 1B (2): 2012-13, 2013-14
- FIRA Nations Cup - División 2 (1): 1980-81
- European Nations Cup - División 2A (1): 2006-08

## Participación en copas

### European Nations CupDivision 1A
- ENC 2010: 6.º puesto
- ENC 2016: 5.º puesto

### European Nations CupDivision 1B
- ENC 2000: 5.º puesto
- ENC 2001: 3.º puesto
- ENC 2001-02: 3.º puesto
- ENC 2003-04: 2.º puesto
- ENC 2006-08: Campeón
- ENC 2012: 4.º puesto
- ENC 2014: Campeón

### Rugby Europe Championship
- REC 2017: 5.º puesto[2]
- REC 2018: 3.º puesto
- REC 2019: 6.º puesto
- REC 2023: 6° puesto
- REC 2024: 6° puesto
- REC 2025: 8.º puesto (último)

### Rugby Europe Trophy
- RET 2019-20: 4.º puesto
- RET 2021-22: 3.º puesto